# Meioneta amersaxatilis
Meioneta amersaxatilis är en spindelart som först beskrevs av Michael Ilmari Saaristo och Koponen 1998.  Meioneta amersaxatilis ingår i släktet Meioneta och familjen täckvävarspindlar. Inga underarter finns listade i Catalogue of Life.